# Alectorolophus speciosus
Alectorolophus speciosus är en insektsart som beskrevs av Brunner von Wattenwyl 1898. Alectorolophus speciosus ingår i släktet Alectorolophus och familjen gräshoppor. Inga underarter finns listade i Catalogue of Life.